# Footwork FA17
Chronologie des modèles (1996)
Footwork FA16 Arrows A18
La Footwork  FA17 est la monoplace de Formule 1 de l'écurie Arrows engagée lors de la saison 1996 de Formule 1. Elle est pilotée par le Brésilien Ricardo Rosset, issu de la Formule 3000, et le Néerlandais Jos Verstappen. Les pilotes essayeurs sont le Suédois Kenny Bräck, le Français Jérémie Dufour, le Britannique Kelvin Burt et l'Australien David Brabham.

## Historique
L'écurie Arrows est rachetée à Jackie Oliver, l'un des fondateurs de l'équipe, par Tom Walkinshaw au début de la saison. 1996 est donc une année de transition en attendant que Walkinshaw prenne le pouvoir au sein de l'écurie britannique.
La FA17 est une voiture compétitive en début de saison grâce notamment à Jos Verstappen. Cependant le manque de développement de la monoplace et la faible puissance du moteur Hart font que les FA17 se retrouvent en fond de grille en fin de saison. Les progrès ont également été entravés par Bridgestone, le futur fournisseur de pneumatiques de l'écurie faisant des tests en vue de participer à la saison 1997.
Tout au long de la saison, Jos Verstappen domine son jeune coéquipier Ricardo Rosset mais le Néerlandais ne termine que quatre des seize courses de la saison. S'il marque le point de la sixième place lors du Grand Prix d'Argentine, il est victime de nombreux problèmes de fiabilité, notamment un problème d'accélérateur qui provoque un énorme accident au Grand Prix de Belgique. À Imola, il quitte ses stands en arrachant le tuyau de carburant de son réservoir, répandant du liquide inflammable dans son garage.
Ricardo Rosset, pour sa première année en Formule 1, se montre fiable et termine la moitié de ses courses mais est beaucoup plus lent que son expérimenté coéquipier.
À la fin de la saison, Arrows termine neuvième du championnat des constructeurs avec un point.

## Résultats en championnat du monde de Formule 1
| Saison | Écurie        | Moteur      | Pneus    | Pilotes        | Courses | Courses | Courses | Courses | Courses | Courses | Courses | Courses | Courses | Courses | Courses | Courses | Courses | Courses | Courses | Courses | Points inscrits | Classement |
| Saison | Écurie        | Moteur      | Pneus    | Pilotes        | 1       | 2       | 3       | 4       | 5       | 6       | 7       | 8       | 9       | 10      | 11      | 12      | 13      | 14      | 15      | 16      | Points inscrits | Classement |
| ------ | ------------- | ----------- | -------- | -------------- | ------- | ------- | ------- | ------- | ------- | ------- | ------- | ------- | ------- | ------- | ------- | ------- | ------- | ------- | ------- | ------- | --------------- | ---------- |
| 1996   | Footwork Hart | Hart 830 V8 | Goodyear |                | AUS     | BRÉ     | ARG     | EUR     | SMR     | MON     | ESP     | CAN     | FRA     | GBR     | ALL     | HON     | BEL     | ITA     | POR     | JAP     | 1               | 9e         |
| 1996   | Footwork Hart | Hart 830 V8 | Goodyear | Ricardo Rosset | 9e      | Abd     | Abd     | 11e     | Abd     | Abd     | Abd     | Abd     | 11e     | Abd     | 11e     | 8e      | 9e      | Abd     | 14e     | 13e     | 1               | 9e         |
| 1996   | Footwork Hart | Hart 830 V8 | Goodyear | Jos Verstappen | Abd     | Abd     | 6e      | Abd     | Abd     | Abd     | Abd     | Abd     | Abd     | 10e     | Abd     | Abd     | Abd     | 8e      | Abd     | 11e     | 1               | 9e         |

Légende : ici 